# Uzi (popolo)
Gli Uzi furono un popolo nomade di cultura turca, insediatosi nel Balcani verso l'XI secolo.
Confusi con gli Oghuz, costituirono coi Peceneghi una nuova minaccia per l'Impero bizantino, che dovette impegnarsi più volte militarmente contro di essi per sventare le loro razzie e le loro azioni ostili, al punto da aver far pensare alle popolazioni da loro colpite a un'emigrazione in località meno esposte alle loro violenze.
Le prime informazioni bizantine su di loro ci dicono che essi attraversarono in massa il Danubio nel 1065, sommergendo le guarnigioni di Costantinopoli e prendendo prigionieri Basilio Apokapes e Niceforo Botoniate.
Una nuova invasione avvenne nel 1073, quando regnava l'imperatore Michele VII Ducas e si concluse dopo pesanti saccheggi e razzie.
Coi Peceneghi effettuarono numerose incursioni in territorio bizantino, specie nell'area di Adrianopoli (in turco Edirne) quando l'impero era impegnato in una severa contesa successoria.